# Reichsluftfahrtministerium

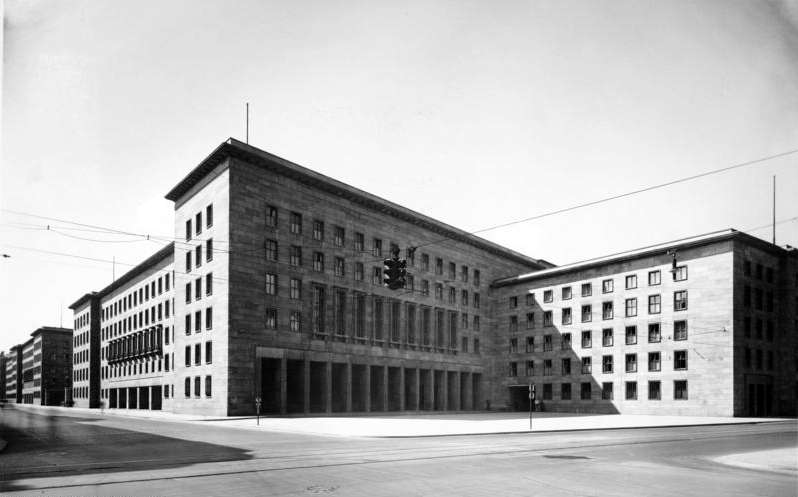
Das neue Reichsluftfahrtministerium, 1938

Das Reichsluftfahrtministerium (RLM) war ein zu Beginn der Hitler-Diktatur geschaffenes Ministerium des Deutschen Reiches. Als Amtssitz wurde in den Jahren 1935/1936 in der Berliner Wilhelmstraße nach Plänen des Architekten Ernst Sagebiel ein monumentales Bürogebäude errichtet, das heute als Detlev-Rohwedder-Haus Sitz des Bundesfinanzministeriums ist.
Reichsluftfahrtminister war Hermann Göring.
Der weitläufige Gebäudekomplex wurde zu DDR-Zeiten als Haus der Ministerien bezeichnet. Ab Frühjahr 1991 Sitz der Treuhandanstalt, trägt er seit 1992 den Namen des von der Rote Armee Fraktion ermordeten Treuhand-Präsidenten Detlev Rohwedder.

## Gründung und erste Amtshandlungen

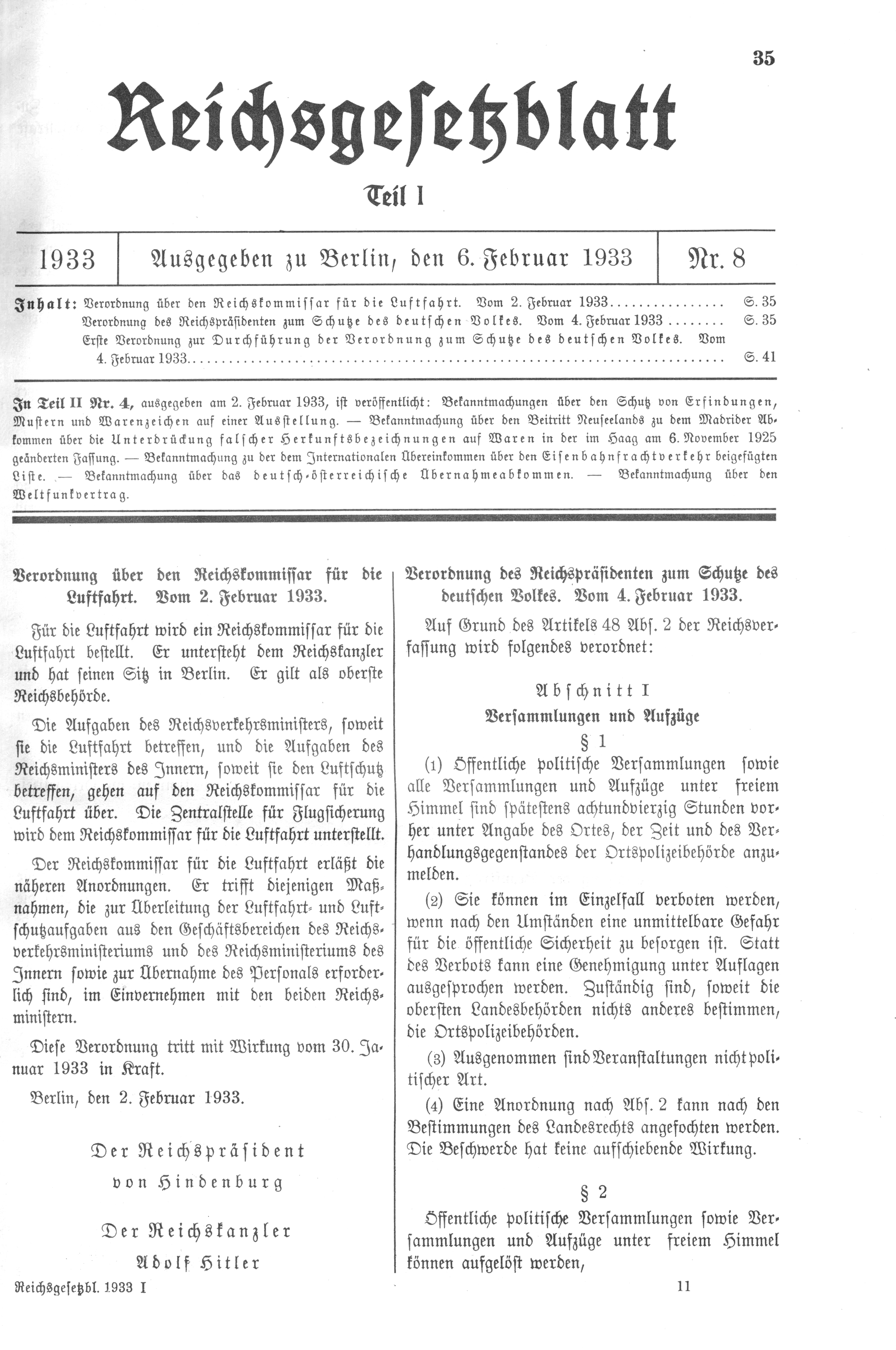
Verordnung über den Reichskommissar für die Luftfahrt vom 2. Februar 1933

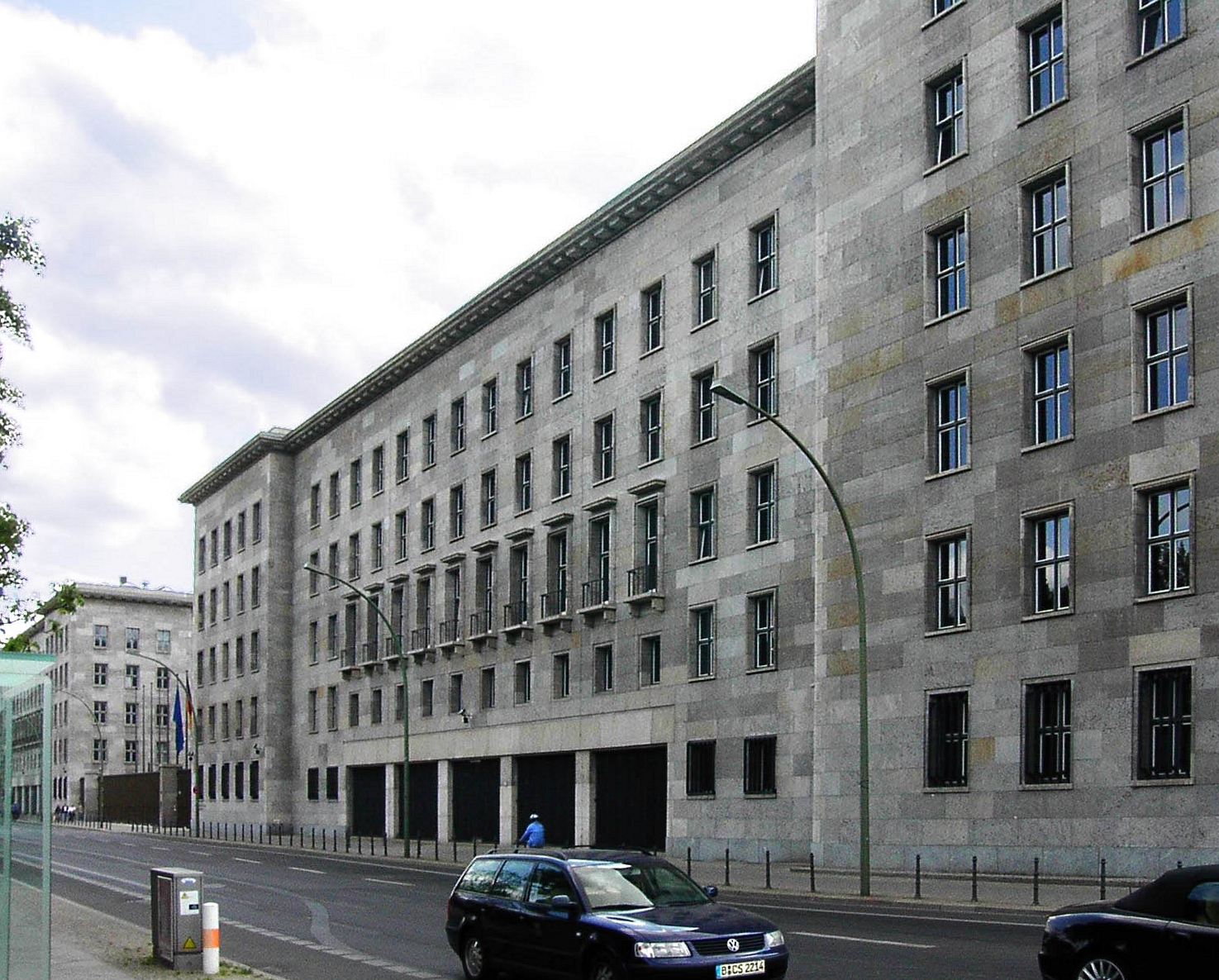
Blick von der Wilhelmstraße auf das heutige ‚Detlev-Rohwedder-Haus‘, 2006

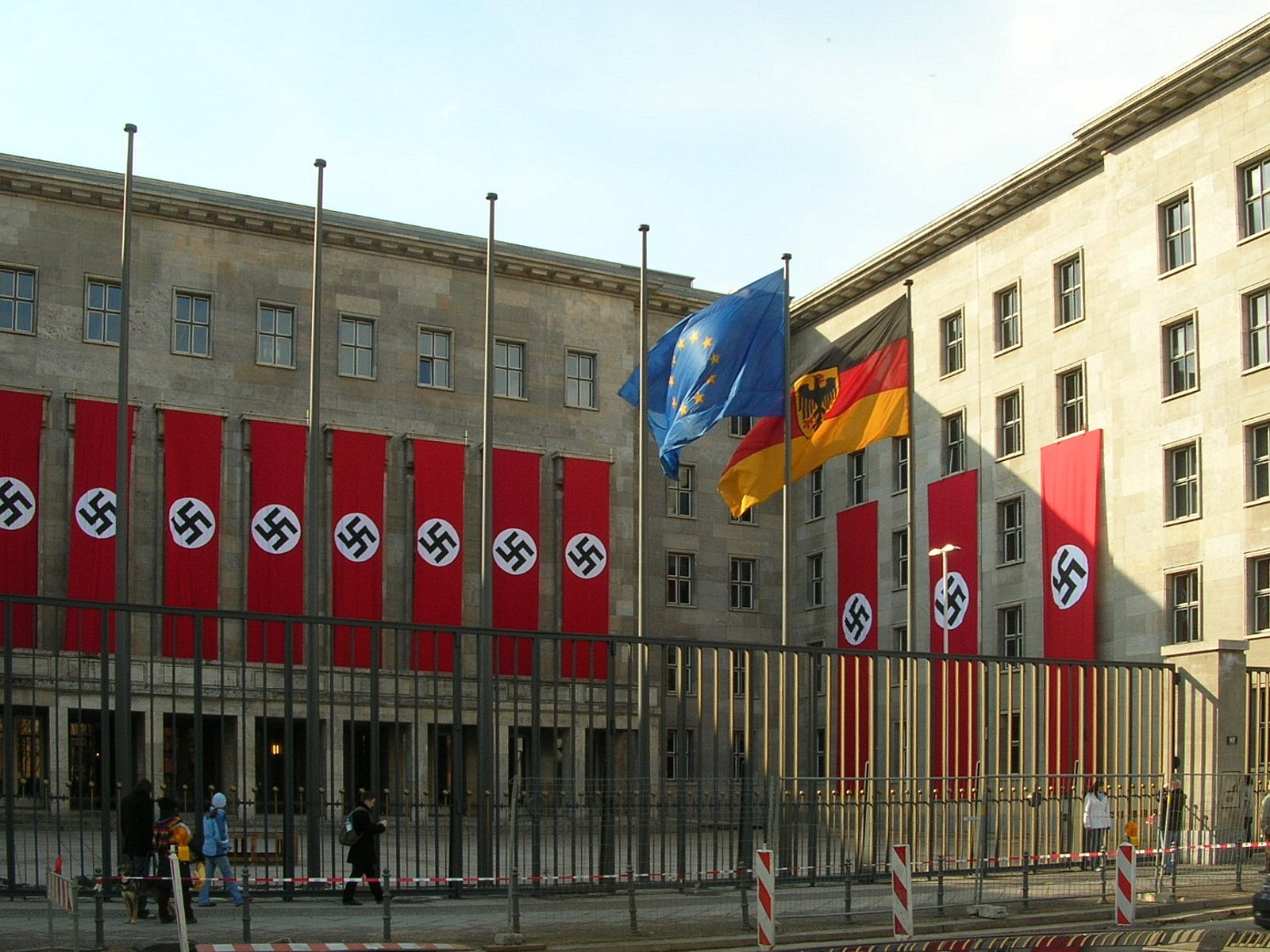
Das Gebäude als Filmkulisse für den Film Mein Führer, 2006

### Reichskommissar für die Luftfahrt
Nach ihrer Machtergreifung begann die NSDAP damit, die durch den Versailler Vertrag auferlegten Schranken zu brechen, um das militärische Fundament für die Eroberung von sogenanntem „Lebensraum im Osten“ zu schaffen. Dazu betrieb sie, anfangs heimlich, die Aufrüstung von Reichswehr bzw. Wehrmacht.
Am 2. Februar 1933 erließ der Reichspräsident Paul von Hindenburg die Verordnung über den Reichskommissar für die Luftfahrt. Dies war ein erster Schritt hin zur Gründung einer Luftwaffe. Diese sollte neben Heer und Marine eine Teilstreitkraft der Reichswehr werden. Reichskanzler Adolf Hitler hatte bereits drei Tage zuvor, am 30. Januar 1933, für Hermann Göring, den letzten Kommandeur des Jagdgeschwaders 1, das Amt des Reichskommissars für den Luftverkehr geschaffen, das nun in Reichskommissar für die Luftfahrt umbenannt wurde. Der Reichskommissar für die Luftfahrt fungierte für die Planung und Entwicklung der Luftfahrt. Er war dem Reichskanzler unmittelbar unterstellt und galt als Oberste Reichsbehörde. Hierzu erhielt er seitens des Reichsverkehrsministeriums und des Reichsministerium des Innern alle die zivile Luftfahrt und den Luftschutz betreffenden Vollmachten.

### Reichsminister der Luftfahrt
Im April 1933 wurde die Behörde des Reichskommissars in den Rang eines Reichsministeriums erhoben; am 5. Mai wurde Göring Reichsminister der Luftfahrt. Die eigentliche Aufgabe des RLM war hauptsächlich die Förderung und Unterstützung der neuen Luftwaffe, deren erster Oberbefehlshaber im März 1935 Göring wurde. So übertrug der Reichswehrminister Werner von Blomberg aus seinem Geschäftsbereich dem RLM das Luftschutzamt, das zuvor die oberste Behörde der militärischen Luftfahrt war. Das RLM gab eine eigene Propaganda-Illustrierte mit dem Titel Der Adler heraus.
Eine der ersten Amtshandlungen des RLM war es, alle Patente von Hugo Junkers und seiner Firmen Junkers & Co. sowie Junkers Motorenbau und Junkers Flugzeugwerk in widerrechtlicher Weise zu übernehmen. Dies bezog sich insbesondere auf die Rechte um die legendäre Junkers Ju 52. Dazu wurde die Luftfahrtkontor GmbH gegründet, die als Tarngesellschaft die Beteiligung an Junkers verwaltete.
Zum Reichsluftfahrtministerium Görings gehörte auch das Luftfahrmedizinische Forschungsinstitut, dessen Außenabteilung für Gehirnforschung (eine Einrichtung des Kaiser-Wilhelm-Instituts für Hirnforschung) unter Leitung von Hubertus Strughold Höhenversuche in Dachau durchführte.

### Staatssekretär im Reichsluftfahrtministerium
Staatssekretär im Reichsluftfahrtministerium war von 1933 bis 1945 Erhard Milch, der zugleich Generalinspekteur der Luftwaffe sowie zwischen 1941 und 1945 auch Generalluftzeugmeister war.

## Neubau eines Bürogebäudes und seine spätere Nutzung

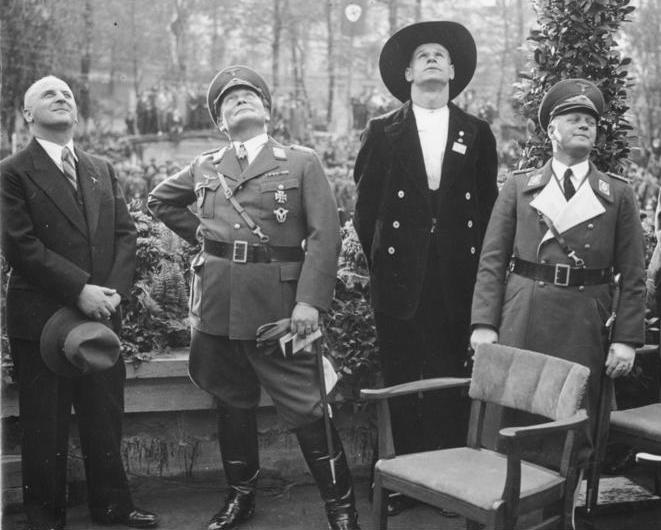
Richtfest mit Ernst Sagebiel, Hermann Göring und Erhard Milch, 12. Oktober 1935

In den Jahren 1935/1936 wurde in der Wilhelmstraße im Berliner Stadtzentrum für das personell inzwischen stark erweiterte Ministerium auf Görings Veranlassung nach Plänen des Architekten Ernst Sagebiel ein Neubau mit 2000 Büroräumen und 56.000 m² Nutzfläche errichtet, damals das größte Bürogebäude in Berlin. Nach dem Zweiten Weltkrieg wurde das wenig zerstörte Gebäude vom Finanzministerium der DDR als Haus der Ministerien genutzt. Das mittlerweile vollständig sanierte und modernisierte und in ‚Detlev-Rohwedder-Haus‘ umbenannte Gebäude ist seit dem Regierungsumzug nach Berlin Sitz des Bundesministeriums der Finanzen.
Von Arno Breker sind mehrere Entwürfe für eine monumentale Skulptur auf dem Vorplatz zum Haupteingang des geplanten Neubaukomplexes an der Leipziger Straße überliefert. Sie zeigen als Idee eine aufgesockelte, rund sechs Meter hohe Figur, deren Gewandsaum wie durch eine Bö angehoben nach hinten zu einer flügelähnlichen Form ausschwingt. Sie trägt eine Fackel. Zusätzlich ist den Entwürfen deutlich zu entnehmen, dass die Skulptur mit ihrem freien Arm einen modellartigen Flugkörper – ähnlich einem Speerwerfer – führt.

## Organisation und weitere Entwicklung des Ministeriums

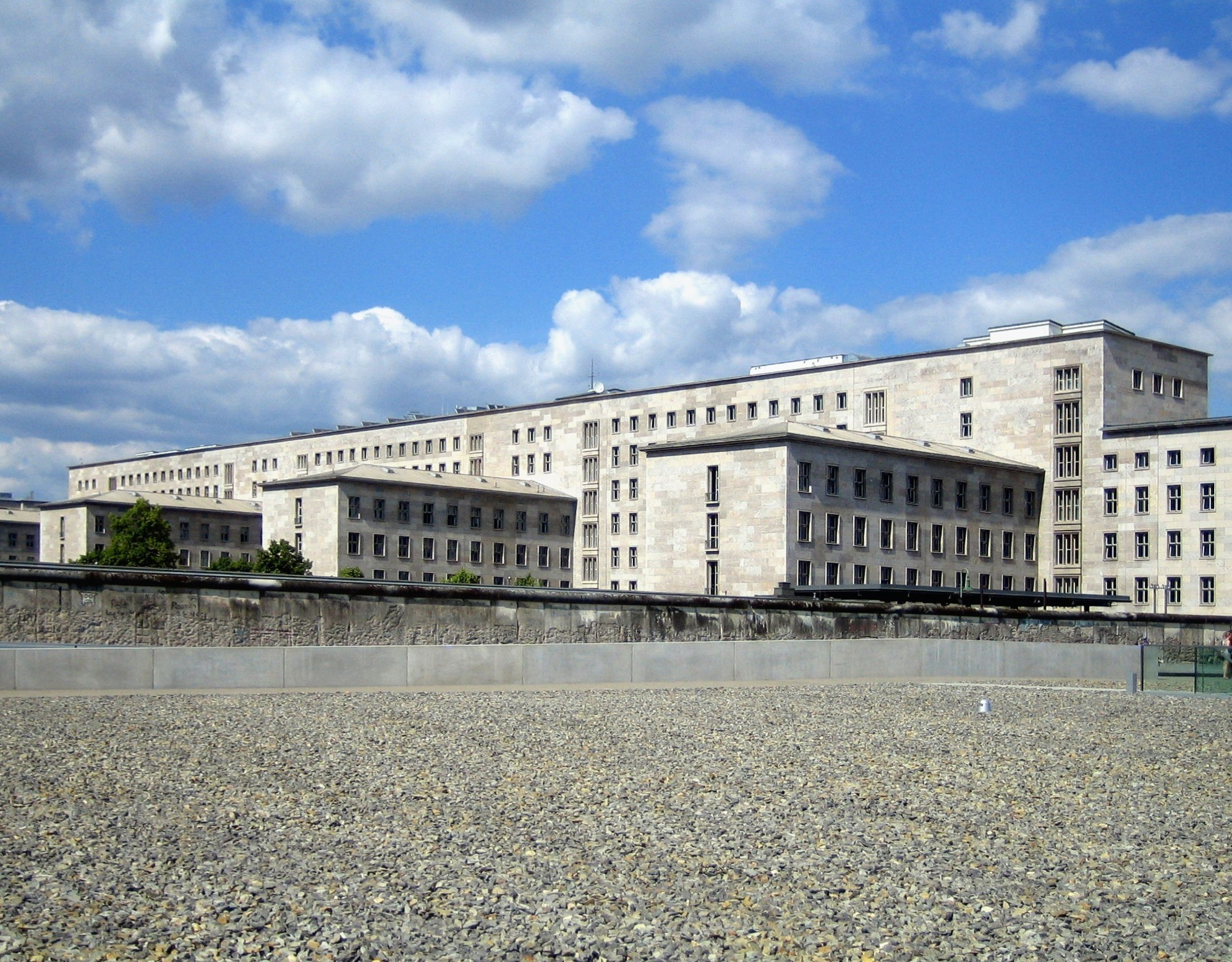
Rückseite des Gebäudekomplexes, Blick vom Gelände der Ausstellung Topographie des Terrors, 2010

Das Technische Amt des RLM, das aus einer bis 1935 bestehenden Abteilung Flugtechnik im Heereswaffenamt hervorgegangen war, war im Wesentlichen für die Entwicklung neuer Flugzeugtypen durch die Luftfahrtindustrie und ihre Produktionsplanung verantwortlich. 1936 berief Göring den späteren Generalobersten Ernst Udet an die Spitze dieses Amtes und vertraute ihm die Aufgaben des Staatssekretärs Erhard Milch an, der bis dahin der maßgebliche Planer und Organisator der Aufrüstung der Luftwaffe gewesen war. Udet war damit für die Entwicklung und Bereitstellung von Flugzeugen, Waffen und Gerät für alle Teile der Luftwaffe zuständig. Udet gliederte das Amt in 13 Abteilungen auf, der Überblick über deren Zuständigkeiten ging verloren. Nach dem Suizid Udets im November 1941 übernahm Erhard Milch wieder dessen Aufgaben.
Verglichen mit ähnlichen Ämtern im In- und Ausland war das RLM wohl nicht besser oder schlechter strukturiert und organisiert. Die hervorragenden persönlichen Beziehungen zwischen Göring und Hitler ließen dem RLM schon bald mehr Einfluss und Macht zukommen als anderen Ministerien. Göring nutzte seine Stellung an der Spitze des RLM, um zahlreichen befreundeten bzw. verdienten NS-Größen Posten zu verschaffen. Diese waren weniger an einer Tätigkeit im RLM interessiert als daran, ihre politische Karriere fortzusetzen bzw. auszubauen.
Die Materialversorgung der Luftwaffe inkl. der Flugzeugproduktion wurde zunächst vom RLM selbst organisiert und war damit getrennt von der Produktion anderer Rüstungsgüter, für die das am 17. März 1940 geschaffene und von Fritz Todt geführte Reichsministerium für Bewaffnung und Munition zuständig war. Nach Todts Unfalltod wurde es ab März 1942 von Albert Speer geleitet. Im Zusammenhang mit der Übertragung der Luftrüstung an Speer und sein Ministerium im Juni 1944 wurde das RLM neu und straff durchorganisiert. Dies hatte vermutlich Auswirkungen auf die Luftwaffe bzw. den Verlauf des restlichen Zweiten Weltkriegs.

### Entwicklungsamt
Das technische Entwicklungsamt des RLM gliederte sich in zahlreiche Entwicklungsgruppen. Diese hatten die Aufgabe, in ihrem Fachbereich „die Entwicklungen der einzelnen Firmen im Sinne der technischen Vereinfachung und Vereinheitlichung zusammenzufassen“. Gemäß einem Bericht, den die Junkers-Ingenieure Brunolf Baade und Steuerlein 1946 auf Befehl der SMAD verfassten, waren die Verantwortlichkeitsbereiche, die dem Chef des Entwicklungsamtes berichteten, wie folgt gegliedert:
- Günther Bock (Deutsche Versuchsanstalt für Luftfahrt DVL): Bauweisen
- Rolf Stüssel (Lufthansa): Ausrüstung
  - Rühlemann (Dornier): elektrische Anlagen
  - Hofmann (Junkers): Führerraum
  - Schulz (Lufthansa): Hilfsenergie, Getriebe
- Walter Rethel (Messerschmitt): Zellenteile
  - Johannes[8] Haseloff (Junkers): Sitze
  - Erhardt Kosel (Focke-Wulf): Steuerungsorgane
  - Erich Bachem (Bachem-Werke): sonstige Zellenteile
- Hans[8] Gropler (Junkers): Flugzeugschutz
  - Flügge (DVL): Flugwerkschutz
  - Jung (Friedrich Krupp AG): Panzerung
  - Martin (Raspe-Werke GmbH):[9] Betriebsstoffbehälter
- Friedrich Nicolaus (Henschel): Druckkabinen
  - Justus[8] Muttray (Junkers): Druckkabinen-Konstruktion
  - Ide (Schäffer & Budenberg): Klimaanlagen
- Michael (Elma GmbH):[10] Fahrwerke
  - Georg[11] Weber (Continental AG): Reifen
  - Zimmermann (Propellerwerk Heine): Schneekufen
- Ritz (Aerodynamische Versuchsanstalt): Vereisungsschutz
- Schile (BMW): Triebwerke
  - Manfred Behr (S.K.F.): Kühler
  - Schienerer (Eberspächer): Abgasanlagen
  - Rose (DBU [?]):[12] Armaturen
  - Klein (Junkers): sonstige Triebwerksanlagen
  - Kahl (BMW): Triebwerksverkleidungen
- Heinrich Hertel (Junkers): Lafetten usw.
  - Christian (LAB [?]): Lafetten
  - Wünsch (Askania Werke): Lafetten-Antriebe
  - Herbert Kortum (Carl Zeiss): Visiere

## Filme
- Görings Ministerium. In: Phoenix. 15. Januar 2018, 21–21:45 Uhr. Dokumentation 2016 (Luftfahrtministerium, DDR, Treuhand, Finanzministerium).